# محمدعلی احمدی
محمدعلی احمدی (زادهٔ ۱۳ تیر ۱۳۶۲ در کرمان) بازیکن فوتبال اهل ایران است که در باشگاه فوتبال سپاهان اصفهان در لیگ برتر بازی می‌کرد. بازیکن تیم فوتبال سپاهان و ذوب آهن اصفهان میباشد. از سال ۸۱ تا ۹۱ در تیم ذوب آهن بازی کرد و از سال ۹۱ تا ۹۶ در سپاهان بازی کرد و به افتخارات قهرمانی لیگ برتر و قهرمانی جام حذفی و نایب قهرمان لیگ قهرمانان آسیا رسید .

## افتخارات
- لیگ برتر
- قهرمانی در لیگ برتر فوتبال ایران ۹۴-۱۳۹۳ به همراه تیم سپاهان اصفهان
- نایب قهرمانی در لیگ برتر فوتبال ایران ۸۸-۱۳۸۷ به همراه تیم ذوب‌آهن اصفهان
- نایب قهرمانی در لیگ برتر فوتبال ایران ۸۹-۱۳۸۸ به همراه تیم ذوب‌آهن اصفهان
- جام حذفی
- قهرمانی در جام حذفی ۸۸-۱۳۸۷ به همراه تیم ذوب‌آهن اصفهان
- قهرمانی در جام حذفی ۹۲–۱۳۹۱ به همراه تیم سپاهان اصفهان
- لیگ قهرمانان آسیا
- نایب قهرمانی در لیگ قهرمانان آسیا ۲۰۱۰ به همراه تیم ذوب‌آهن اصفهان